# Стадіон імені С. Дарюса та С. Ґіренаса
«Стадіон імені С. Дарюса та С. Ґіренаса» (лит. S. Dariaus ir S. Girėno stadionas) — багатофункціональний стадіон у місті Каунас, Литва, домашня арена футбольних клубів «Кауно Жальгіріс».

## Історія
Стадіон побудований та відкритий 1925 року. У 1935—1936, 1969—1979 арена розширювалася. У 1998 році стадіон був реконструйований відповідно до вимог УЄФА, а в 2005 році була проведена модернізація з установкою найбільшого відеоекрану серед стадіонів країн Балтії. Після реконструкції 1935—1936 стадіон був названий  «Державним стадіоном».
У ході реконструкції 1969—1979 років дерев'яні лави на трибунах були замінені залізобетонними конструкціями і розміщені в півколо. Після здобуття Литвою незалежності від СРСР у 1993 році стадіону присвоєно імена литовських пілотів Стяпонаса Дарюса та Стасіса Ґіренаса, які загинули в результаті авіакатастрофи під час безпосадкового перельоту з Нью-Йорка до Литви.
Стадіон входить до спортивного комплексу, який також включає в спортивний зал.

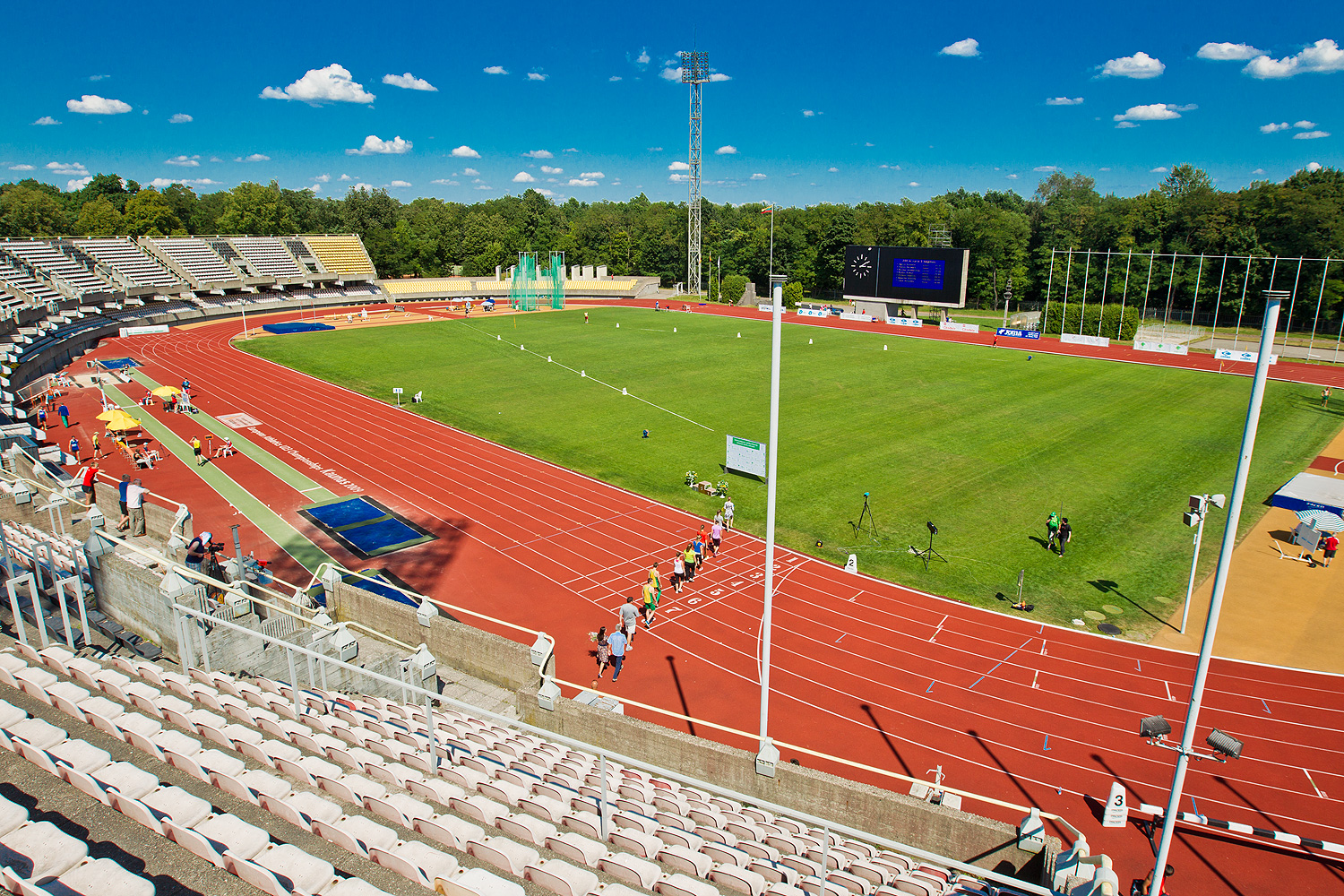
Вигляд стадіону до реконструкції 2018 року

У липні 2010 року почалися переговори про те, що модернізація стадіону є найдешевшим варіантом для Литви ніж побудувати новий футбольний стадіон, який міг би приймати міжнародні матчі. Попри численні ініціативи щодо реконстукції жолен проєкт так і не було схавлено.
У лютому 2016 року новообраний муніципалітет Каунаса схвалив план реконструкції арени. Місткість стадіону збільшили до 20 000 місць, за класифікацією стадіонів УЄФА четвертий рівень категорії.
18 серпня 2017 року проєкт реконструкції було офіційно представлено громадськості. Після реконструкції стадіон розрахований на 15 026 місць для проведення спортивних заходів і до 30 000 місць для концертів та інших заходів. 15 червня 2018 року будівельна компанія Kayı Construction та муніципалітет міста Каунас підписали контракт на реконструкцію.
Стадіон було знову відкрито 16 жовтня 2022 року, на ньому відбувся фінал Кубка Литви з футболу. Реконструкція коштувала 43 мільйони євро. Арена повністю має дах над трибунами.
У серпні 2024 року британський співак Ед Ширан провів два концерти на стадіоні, які зібрали понад 80 000 глядачів, перший концерт встановив рекорд відвідуваності близько 50 000 глядачів.

## Концерти
| Дата          | Артист             | Тур                            | Глядачі | Примітки |
| ------------- | ------------------ | ------------------------------ | ------- | --- |
| 3 серпня 2024 | Ед Ширан           | +–=÷× Tour                     | 82,000  | Перший концерт іноземного виконавця на стадіоні. Рекордна стадіонна подія - концерт переглянули близько 50 тис. глядачів. Усі квитки були розкуплені. |
| 4 серпня 2024 | Ед Ширан           | +–=÷× Tour                     | 82,000  | Через попит додано додаткову дату. |
| 6 червня 2025 | Джастін Тімберлейк | The Forget Tomorrow World Tour | —       | Перший концерт Джастіна Тімберлейка в Литві. Усі квитки були розкуплені за 15 хвилин у день продажу.                                                  |